# Stishovite
La stishovite (in russo: стишовит; simbolo IMA: Sti) è un minerale raro della classe dei minerali di "ossidi e idrossidi" con composizione chimica SiO2 e quindi chimicamente una modifica (un polimorfo) ad alta pressione del biossido di silicio. Appartiene al gruppo del rutilo.

## Etimologia e storia
La stishovite prende il nome dal cristallografo russo Sergei Michailowitsch Stischow (nato nel 1937) che, insieme a S.V. Popova, riuscì nel 1961 per la prima volta a produrre sinteticamente la modifica, che fino ad allora era nota solo teoricamente. Era stato previsto già nel 1952 da Albert Francis Birch.
Nel 1962, la stishovite è stata scoperta in natura nel Meteor Crater, un cratere meteoritico nello stato americano dell'Arizona da Edward C.T. Chao e da allora è stata riconosciuta come minerale dall'Associazione Mineralogica Internazionale (IMA). La stishovite è servita anche a dimostrare che il Cratere di Nördlingen è un cratere da impatto.
La stishovite era conosciuta e riconosciuta come una specie minerale a sé stante molto prima della fondazione dell'IMA; questo teoricamente darebbe alla stishovite lo status di minerale grandfathered (G). Tuttavia, nella pubblicazione del 1967 dell'IMA: Commission on new minerals and mineral names, il minerale ha successivamente ricevuto il riconoscimento ufficiale da parte dell'IMA/CNMNC insieme ad altri minerali già noti all'epoca. Da allora, la stishovite è stata inserita nell'"Elenco dei minerali e dei nomi dei minerali" dell'IMA con il riconoscimento "IMA 1967 s.p." (Procedura speciale).

## Classificazione
Nella Sistematica dei lapis (Lapis-Systematik) secondo Stefan Weiß al minerale è stato assegnato il sistema e al minerale nº IV/D.01-060. In questa Sistematica ciò corrisponde anche al dipartimento "Ossidi con il rapporto di massa metallo:ossigeno = 1:2 (MO2 e composti correlati)", dove la stishovite, insieme a bosoite, chibaite, coesite, cristobalite, lechatelierite, melanoflogite, mogánite, opale, quarzo, seifertite e tridimite, forma la "serie del quarzo" con il sistema nº IV/D.01.
La nona edizione della sistematica minerale di Strunz, che è stata aggiornata l'ultima volta dall'Associazione Mineralogica Internazionale (IMA) nel 2024, classifica la stishovite nella sottoclasse "4.D Metallo:Ossigeno = 1:2 e simili". Tuttavia, questa è ulteriormente suddivisa in base alla dimensione relativa dei cationi coinvolti e all'appartenenza a una famiglia di minerali più grande o struttura cristallina, in modo che il minerale possa essere trovato nella suddivisione "4.DA Con cationi di piccola dimensione: famiglia della silice", dove è l'unico membro del gruppo senza nome 4.DA.40.
La classificazione dei minerali secondo Dana, utilizzata principalmente nel mondo anglosassone, classifica anche la stishovite nella classe degli "ossidi e idrossidi" e lì nella sottoclasse dei "minerali di ossido". Qui si trova insieme a rutilo, ilmenorutilo (una varietà di rutilo), pirolusite, cassiterite, plattenerite, argutite e squawcreekite così come la strüverite (screditata nel 2006 in quanto varietà del rutilo), nel "gruppo del rutilo (tetragonale: P42/mnm)" con il sistema nº 04.04.01 nell'ambito della suddivisione "Ossidi semplici con carica cationica 4+ (AO2)".

## Abito cristallino
La stishovite cristallizza nel sistema tetragonale nel gruppo spaziale P42/mnm (gruppo nº 136) con i parametri del reticolo a = 4,18 Å e c = 2,66 Å oltre a 2 unità di formula per cella unitaria.
A differenza delle modifiche a bassa pressione del quarzo, il silicio della stishovite è legato sei volte, il che conferisce al minerale una struttura molto più compatta. Questo è evidente anche nel confronto delle densità: il quarzo ha una densità di 2,65 g/cm³, mentre la stishovite di 4,35 g/cm³.
La stishovite è stabile a temperatura ambiente a pressioni di 8 GPa e cambia nella struttura cristallina ortorombica a 50 GPa. La stishovite è metastabile a pressione normale.

## Modificazioni e varietà
La stishovite è una modifica ad alta pressione del quarzo.
Altre modifiche sono la cristobalite e la tridimite come modificazioni ad alta temperatura, la lechatelierite, come vetro di silice amorfo ma che non è riconosciuto dall'IMA come minerale, e l'opale amorfo, contenente acqua.

## Origine e giacitura
La stishovite è un minerale tipicamente formato ad alta pressione dall'impatto di un meteorite ed è contenuta nella suevite, una roccia da impatto, oltre che nella coesite e nei vetri diaplettici.
Essendo una rara formazione mineraria, la stishovite è stata rilevata solo in poche località, con circa 20 siti documentati in tutto il mondo a partire dal 2023. Oltre alla sua località tipo, il Meteor Crater in Arizona (dove l'onda d'urto a 7 km/s arrivò a produrre una temperatura di 3000 °C e una pressione di 500 000 atmosfere), il minerale è stato trovato nella cava della Contea di Newton, nel "cratere Kentland", in Indiana, vicino a Raton nella Contea di Colfax, nel Nuovo Messico, e nel "meteorite Tishomingo", scoperto nel 1965 nei pressi dell'omonima cittadina in Oklahoma, oltre che nel "meteorite Umbarger", scoperto nel 1954 nei pressi dell'omonimo comune in Texas.
In Germania, a parte il cratere di Nördlingen, più precisamente nella cava "Altebürg" e un affioramento senza nome vicino a Zipplingen (Unterschneidheim) nel Baden-Württemberg e una cava vicino a Otting nella parte bavarese, la stishovite è stata scoperta solo in un affioramento di prismatina vicino a Waldheim nella Sassonia centrale.
Inoltre, il minerale è stato scoperto in campioni di minerali provenienti da un deposito di diamanti alluvionali sul fiume Juininha vicino a Juína in Brasile.
La stishovite è stata trovata anche in campioni provenienti dai seguenti meteoriti e crateri:
- Cratere Kamil nella parte orientale del deserto di Uweinat in Egitto
- Asuka 881757 (meteorite lunare), scoperto nel 1988 nei Monti Sør Rondane in Antartide
- Shergotty (meteorite marziano), caduto nel 1865 vicino a Sherghati nello stato del Bihar e il lago del cratere Lonar, un lago da impatto nello stato del Maharashtra in India
- "Manicouagan Impact Structure" nella municipalità della contea di Manicouagan (Quebec, Canada)
- Shamanshyng (o Zhamanshin), un cratere lunare da impatto nella Regione di Aqtöbe in Kazakistan
- Tissint (meteorite marziano), scoperto in Marocco nel 2013 e caduto nel 2011, più altri meteoriti con la denominazione generale "Africa nord-occidentale" (NWA): NWA 480, NWA 856, NWA 1669, NWA 4734, NWA 8003
- Gujba e Zagami (meteoriti marziani), caduti in Nigeria rispettivamente nel 1984 e nel 1962
- Khatyrka, trovato nel 2011 nel Circondario autonomo della Čukotka nel Circondario federale dell'Estremo Oriente
- Cratere Wabar in Arabia Saudita
- Muonionalusta, trovato nel 1906 vicino a Kitkiöjärvi vicino a Pajala nella contea di Norrbotten in Svezia
- Cratere di Vredefort in Sudafrica.

La stishovite è stata rilevata anche in campioni di roccia provenienti dalla Luna raccolti durante la missione Apollo 15 nella pianura di Palus Putredinis, sul bordo orientale del Mare Imbrium.

## Forma in cui si presenta in natura
La stishovite sviluppa solo cristalli e aggregati microcristallini incolori.